# Notwendige und hinreichende Bedingung
Notwendige Bedingung und hinreichende Bedingung sind Begriffe aus der Theorie wissenschaftlicher Erklärungen, die Bedingungen in zwei verschiedene Typen unterteilen. Die unterschiedlichen Beziehungen zwischen Bedingendem und Bedingtem werden auch in der Logik, vor allem in der Aussagenlogik, behandelt.
Kausal verstanden betreffen beide Begriffe die Frage, ob bestimmte Ereignisse als Ursachen anderer Ereignisse unersetzlich sind, und ob die anderen Ereignisse zwangsläufig einträten, wenn die bestimmten Ereignisse vorliegen würden (siehe auch Kontrafaktizität).

## Notwendige Bedingung

Gemahlene Bohnen sind eine notwendige Bedingung, um Kaffee zu kochen – ohne sie geht es nicht. Aber sie sind nicht hinreichend, da man zum Kochen auch Wasser benötigt.

Aussagenlogisch betrachtet ist eine notwendige Bedingung {\displaystyle B} für eine Aussage {\displaystyle K} eine Aussage, die zwingend wahr (erfüllt) sein muss, wenn {\displaystyle K} wahr ist. Es kommt also nicht vor, dass {\displaystyle K} erfüllt ist, ohne dass {\displaystyle B} erfüllt ist.
Der Zusammenhang wird durch die symbolische Schreibweise {\displaystyle K\Rightarrow B} ausgedrückt, sprich „K impliziert B“ oder „aus K folgt B“. Der Pfeil, der den Zusammenhang symbolisiert, steht für die mögliche Schlussfolgerung. Wenn sicher ist, dass {\displaystyle K} erfüllt ist, kann man sicher sein, dass auch {\displaystyle B} erfüllt ist; es kann also von {\displaystyle K} auf {\displaystyle B} geschlossen werden. Dabei ist es unerheblich, ob {\displaystyle K} zeitlich vor oder nach {\displaystyle B} stattfindet. Oft geht es gerade darum, aus dem Vorliegen von {\displaystyle K} einen Schluss auf die vorangegangenen Bedingungen anzustellen. Gibt es mehrere notwendige Bedingungen {\displaystyle B_{1},B_{2},\dotsc }, d. h. gilt {\displaystyle K\Rightarrow B_{1},K\Rightarrow B_{2},\dotsc }, so müssen alle gleichzeitig erfüllt sein, wenn {\displaystyle K} erfüllt ist (logische Konjunktion): {\displaystyle K\Rightarrow B_{1}\land B_{2}\land \dotsb }
Gibt es verschiedene, voneinander logisch unabhängige, notwendige Bedingungen, sodass für alle Paare von Bedingungen {\displaystyle \lnot (B_{j}\Rightarrow B_{k})} mit {\displaystyle j\neq k} gilt, so kann keine für sich allein hinreichend sein, da dies dem widerspräche, dass die anderen notwendig sind.
Eine notwendige Bedingung ist also unersetzlich für das Eintreten eines Ereignisses. Wenn sie aber nicht zugleich hinreichend ist, genügt sie allein nicht, damit das Ereignis eintritt. Mit anderen Worten: Ohne sie geht es nicht (daher auch der Ausdruck lateinisch conditio sine qua non, siehe auch Conditio-sine-qua-non-Formel), für das Eintreten von {\displaystyle K} ist aber eventuell noch etwas anderes nötig.

## Hinreichende Bedingung

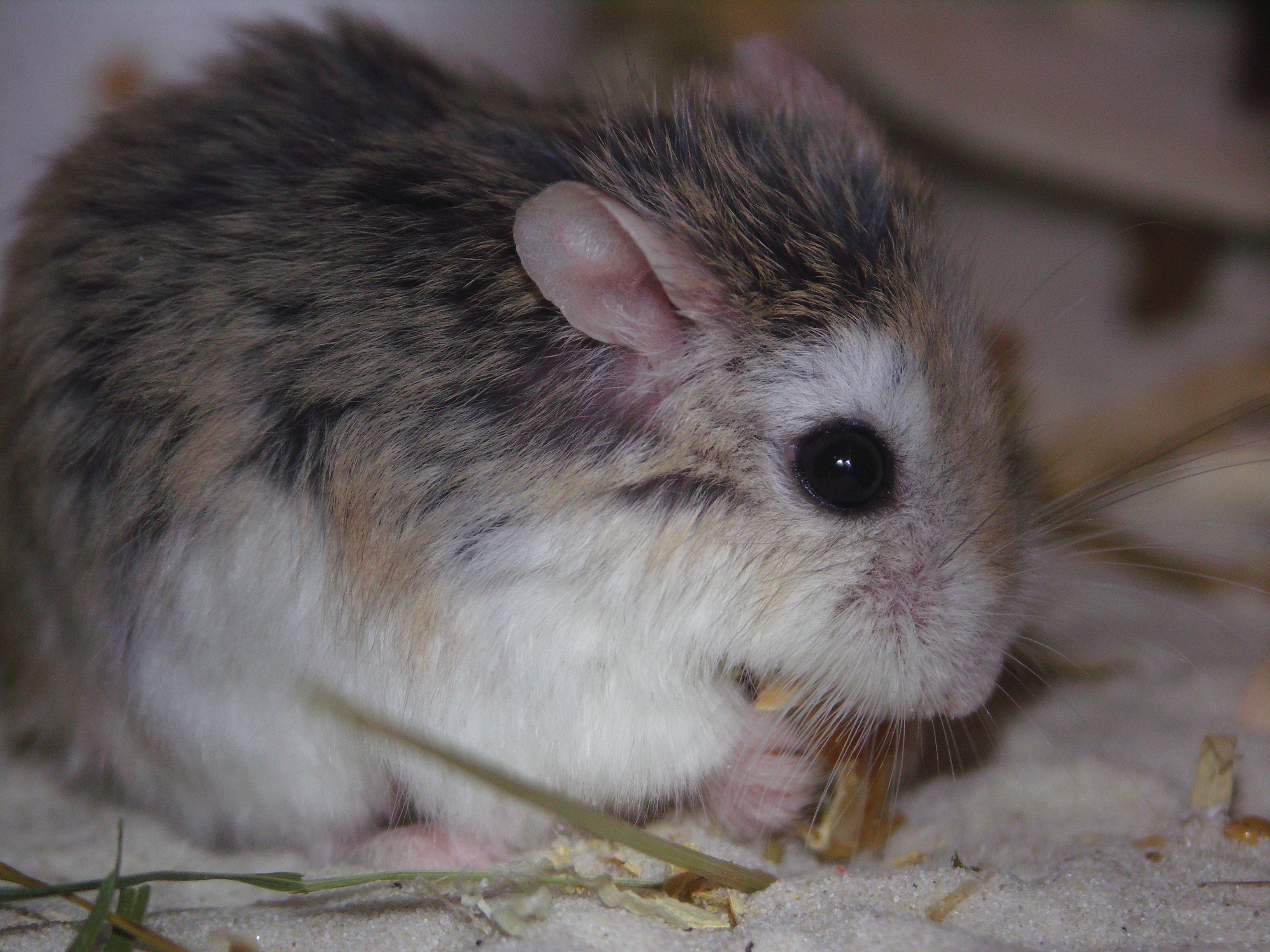
Heu zu fressen, stillt den Hunger des Hamsters hinreichend, doch Heu ist für seine Sättigung nicht notwendig. Sie kann auch anders erreicht werden (z. B. mit Karotten).

Eine hinreichende Bedingung sorgt zwangsläufig (oder zumindest ceteris paribus) für das Eintreten des bedingten Ereignisses. Wenn die Bedingung nicht zugleich notwendig ist, dann gibt es andere hinreichende Bedingungen, die ebenfalls zum Eintreten des Ereignisses führen. Die hinreichende, nicht notwendige Bedingung ist also ersetzbar bzw. umgehbar (multiple Erfüllbarkeit). Mit anderen Worten: Wenn eine hinreichende Bedingung vorliegt, dann tritt das bedingte Ereignis zwangsläufig ein. Ist das Ereignis bereits eingetreten, kann aber nur auf seine notwendigen Bedingungen zurückgeschlossen werden, denn wenn eine in Betracht gezogene hinreichende Bedingung nicht notwendig ist, so muss es immer andere mögliche Bedingungen geben, die ebenso hinreichend sind. Welche der hinreichenden Bedingungen vorliegt, kann ausgehend vom bedingten Ereignis nicht entschieden werden.
Aussagenlogisch betrachtet: Hat eine Aussage {\displaystyle K} mehrere hinreichende Bedingungen {\displaystyle B_{1},B_{2},\dotsc }, d. h. gelten die Subjunktionen {\displaystyle B_{1}\Rightarrow K,B_{2}\Rightarrow K,\dotsc }, so genügt es, dass mindestens eine erfüllt ist (logische Disjunktion), damit {\displaystyle K} gilt: {\displaystyle B_{1}\lor B_{2}\lor \dotsb \Rightarrow K}.

## Äquivalente Bedingung
Eine Bedingung, die sowohl notwendig als auch hinreichend ist, wird äquivalente Bedingung genannt. Aussagenlogisch ist dafür das Kürzel iff – engl. if and only if üblich; deutschsprachige Entsprechungen sind g. d. w., abgekürzt für genau dann, wenn und dann und nur dann, Formelzeichen {\displaystyle \Leftrightarrow }.
Zu jedem Bedingten kann es nur eine einzige zugleich notwendige-und-hinreichende Bedingung geben. Gäbe es alternative hinreichende Bedingungen, so wäre sie nicht notwendig; gäbe es zusätzliche notwendige Bedingungen, so wäre sie nicht hinreichend. Bedingung und Bedingtes stehen somit in der logischen Relation des Bikonditionals: {\displaystyle A\Leftrightarrow B}, sie sind äquivalent.

## Aussagenlogischer Zusammenhang
Notwendige und hinreichende Bedingung stehen in engem Zusammenhang. Im Rahmen der Aussagenlogik bedeutet {\displaystyle K\Rightarrow B} (gesprochen „K impliziert B“) sowohl
- „{\displaystyle K} ist eine hinreichende Bedingung für {\displaystyle B}“ als auch
- „{\displaystyle B} ist eine notwendige Bedingung für {\displaystyle K}“.

In der Aussagenlogik lassen notwendige und hinreichende Bedingungen allein keine weiteren Schlüsse auf die Art des Zusammenhangs zwischen Bedingung und Bedingtem zu. Hierfür bedarf es weiterer Überlegungen und oft auch empirischer Untersuchungen; siehe auch Paradoxien der materialen Implikation.

## INUS-Bedingung
Die INUS-Bedingung des australischen Philosophen John Leslie Mackie stellt ein geschachteltes Konzept dar: Gemeint ist ein nicht hinreichender, aber notwendiger Teil einer nicht notwendigen, aber hinreichenden Bedingung. Dieses Konzept soll insbesondere der Erkenntnis gerecht werden, dass selten äquivalente Bedingungen für empirische Ereignisse ausgemacht werden können, selbst unter ceteris paribus-Klauseln.